# 科尔泰马焦雷
科尔泰马焦雷（義大利語：Cortemaggiore），是意大利皮亚琴察省的一个市镇。总面积36.82平方公里，人口4526人，人口密度122.9人/平方公里（2009年）。ISTAT代码为033018。